# Liste der Bodendenkmäler in Pulheim
Die folgende Liste enthält die offiziellen Bodendenkmäler auf dem Gebiet von Pulheim, Rhein-Erft-Kreis, Nordrhein-Westfalen.
Hinweis: Die Reihenfolge der Denkmäler in dieser Liste entspricht der offiziellen Liste und ist nach Bezeichnung, Ortsteilen und Straßen sortierbar.
| Lf. Nummer | Name                | Ortsteil   | Adresse                                                  | Bild |  |
| ---------- | ------------------- | ---------- | -------------------------------------------------------- | ---- |  |
| II/001     | Burgwassergraben    | Geyen      | Manstedtener Straße 21                                   |      |  |
| II/002     | Bodendenkmal        | Stommeln   | Nordöstlich Stommeln                                     |      |  |
| II/003     | Bodendenkmal        | Stommeln   | Nordöstlich Stommeln                                     |      |  |
| II/004     | Bodendenkmal        | Sinthern   | Nördlich Brauweiler, Flur 29 Flurstück.2082              |      |  |
| II/005     | Mühlenfuß           | Stommeln   | Mühlenweg                                                |      |  |
| II/006     | Römische Villa      | Geyen      | Am Römerfeld, Flur 8 Flurstück 279                       |      |  |
| II/007     | Mergelgrube         | Stommeln   | Flur: Im Schildchen                                      |      |  |
| II/008     | Römischer Burgus    | Pulheim    | Flur 3 Flurstück 2108                                    |      |  |
| II/009     | Abteigelände        | Brauweiler | Ehrenfried/von-Werth-Straße, Flur 28 Flurstück 2509      |      |  |
| II/010     | offene Siedlung     | Stommeln   | Vinkenpützer Acker                                       |      |  |
| II/011     | röm. Siedlungsplatz | Pulheim    | Steinackerstr., Flur 7 Flurstück 56–60, 65, 66, 218, 221 |      |  |

## Belege
1. 1 2  Denkmäler in Pulheim (Seite nicht mehr abrufbar, festgestellt im April 2019. Suche in Webarchiven)  Info: Der Link wurde automatisch als defekt markiert. Bitte prüfe den Link gemäß Anleitung und entferne dann diesen Hinweis., Datenbank des Vereins für Geschichte e.V. Pulheim.